# Oedoncus taenipalpis
Oedoncus taenipalpis är en tvåvingeart som beskrevs av Speiser 1924. Oedoncus taenipalpis ingår i släktet Oedoncus och familjen borrflugor. Inga underarter finns listade i Catalogue of Life.